# Fieseler Fi 167
Fieseler Fi 167 là một mẫu máy bay ném bom phóng ngư lôi/trinh sát do hãng Fieseler của Đức thiết kế chế tạo.

## Phát triển
Đầu năm 1937, Bộ hàng không Đế chế Đức ban hành một chỉ tiêu kỹ thuật về một loại máy bay phóng ngư lôi để trang bị cho tàu sân bay đầu tiên của Đức là Graf Zeppelin, chiếc tàu sân bay này được chế tạo bắt đầu vào cuối năm 1936. Có 2 công ty được tuyển chọn chế tạo loại máy bay này là Fieseler và Arado, yêu cầu đưa ra là một loại máy bay hai tầng cánh làm hoàn toàn bằng kim loại, có vận tốc cực đại ít nhất là 300 km/h (186 mph) với tầm hoạt động ít nhất là 1.000 km và có khả năng mang ngư lôi và bom. Mùa hè năm 1938, thiết kế của Fiesler đã chứng minh vượt trội và giành chiến thắng trước thiết kế Ar 195 của Arado.
Sau 2 mẫu thử (Fi 167 V1 & Fi 167 V2), còn có 12 mẫu Fi 167 A-0 khác được chế tạo. 12 chiếc này chỉ có khác biệt nhỏ so với các mẫu thử. Mẫu máy bay này đáp ứng tốt tất cả các yêu cầu, nó có khả năng xử lý hoàn hảo, có thể mang gấp 2 lần trọng tải vũ khí yêu cầu. Giống như loại Fieseler Fi 156 Storch nổi tiếng, Fi 167 cũng có khả năng bay ở vận tốc thấp đáng kinh ngạc, nó cũng có thể hạ cánh trên sàn đáp đang di chuyển.
Khi hạ cánh khẩn cấp xuống biển, Fi 167 có thể vứt bỏ bộ phận hạ cánh, với các khoang kín trong cánh sẽ giúp máy bay nổi được trên mặt nước đủ lâu để tổ lái thoát khỏi máy bay.

## Hoạt động
Khi Graf Zeppelin không hoàn thành vào cuối năm 1940 như dự kiến, việc chế tạo Fi 167 trở thành ưu tiên thấp hơn. Cho đến lúc đề án Graf Zeppelin ngừng lại vào năm 1940, việc phát triển thêm của Fi 167 cũng ngừng lại và các mẫu đã hoàn thành được đưa vào biên chế của Luftwaffe thuộc "Erprobungsgruppe 167".
Năm 1942 đề án Graf Zeppelin được tiếp tục thì Ju 87C đã nhận vai trò máy bay ném bom trinh sát và máy bay phóng ngư lôi đã không còn cần thiết nữa. 9 chiếc Fi 167 được gửi tới phi đoàn hải quân bờ biển ở Hà Lan và sau đó trở lại Đức vào mùa hè năm 1943. Sau đó, chúng được bán cho Croatia, để làm máy bay vận tải đạn dược và nhu yếu phẩm cho quân Croatia bị bao vây từ tháng 9/1944 cho đến khi chiến tranh kết thúc. Trong một nhiệm vụ vận chuyển đạn dược như vậy gần Sisak ngày 10/10/1944, 1 chiếc Fi 167 thuộc không quân nhà nước độc lập Croatia đã bị 5 chiếc North American Mustang Mk III thuộc Phi đoàn 213 RAF tấn công. Tổ lái chiếc Fi 167 đã bắn hạ 1 chiếc Mustang trước khi cũng bị bắn hạ - đây có thể là một trong những chiến công "kill" cuối cùng của máy bay hai lớp cánh trong chiến tranh.
Các máy bay còn lại được sử dụng trong Deutsche Versuchsanstalt für Luftfahrt (Viện thử nghiệm máy bay Đức) ở Budweis, Tiệp Khắc nhằm thử nghiệm các kiểu bánh đáp khác nhau. Hiện nay không còn chiếc Fi 167 nào còn sót lại.

## Quốc gia sử dụng
NDH
- Zrakoplovstvo Nezavisne Države Hrvatske nhận 8 đến 12 chiếc vào tháng 9/1944.

 Germany
- Luftwaffe

 România
- Không quân Hoàng gia Romania

## Tính năng kỹ chiến thuật (Fi 167)
Dữ liệu lấy từ Warplanes of the Third Reich

### Đặc điểm riêng
- Tổ lái: 2
- Chiều dài: 11,40 m (37 ft 4¾ in)
- Sải cánh: 13,50 m (44 ft 3½ in)
- Chiều cao: 4,80 m (15 ft 9 in)
- Diện tích cánh: 45,52 m² (489,8 ft²)
- Trọng lượng rỗng: 2.806 kg (6.173 lb)
- Trọng lượng có tải: 4.509 kg (9.920 lb)
- Trọng lượng cất cánh tối đa: 4.859 kg (10.690 lb)
- Động cơ: 1 động cơ piston Daimler-Benz DB 601B, công suất 821 kW (1.100 hp)

### Hiệu suất bay
- Vận tốc cực đại: 325 km/h (176 knots, 202 mph)
- Vận tốc hành trình: 250 km/h (135 knots, 155 mph)
- Tầm bay: 1.300 km (703 nmi, 808 mi)
- Trần bay: 8.200 m (26.900 ft)

### Vũ khí
- 1 súng máy MG 17 cỡ nòng 7,92 mm
- 1 súng máy MG-15 ở buồng lái sau
- 1 ngư lôi 765 kg (1,685 lb) hoặc 1 quả bom 1000 kg (2,200 lb) hoặc 1 quả bom 500 kg (1,100 lb) cộng 4 quả bom nhỏ 50 kg (110 lb)

### Máy bay có cùng sự phát triển
- Fieseler Fi 156

### Máy bay có tính năng tương đương
- Fairey Swordfish
- Fairey Albacore
- Arado Ar 195

### Danh sách khác
- Danh sách máy bay quân sự giữa hai cuộc chiến tranh thế giới
- Danh sách máy bay quân sự của Đức
- Danh sách máy bay trong Chiến tranh Thế giới II